# Schlachtgeschwader 3
La Schlachtgeschwader 3 (SG 3) (3e escadre d'attaque au sol) est une unité d'attaque au sol de la Luftwaffe pendant la Seconde Guerre mondiale.

## Opérations
Le SG 3 a mis en œuvre principalement des avions Junkers Ju 87D/G et des chasseurs Focke-Wulf Fw 190F.

## Organisation

### Stab. Gruppe
Le Stab./SG 3 est formé le 18 octobre 1943 à Eleusis à partir du Stab/St.G.3.

Un Stabs-Staffel a existé d'octobre 1943 à janvier 1944.
Le Stab./SG 3 est aussi connu comme Gefechtsverband Kuhlmey de juin à juillet 1944, controlant le I./SG 3, le I./SG 5, le II./JG 54 et le NAGr.1.
Geschwaderkommodore (Commandant de l'escadron) :
| Début            | Fin              | Grade          | Nom                                     |
| ---------------- | ---------------- | -------------- | --------------------------------------- |
| 18 octobre 1943  | 15 décembre 1944 | Oberstleutnant | Kurt Kuhlmey                            |
| 15 décembre 1944 | 22 avril 1945    | Major          | Bernhard Hamester (en) (Mort au combat) |

### I. Gruppe
Formé le 18 octobre 1943 à Megara à partir du I./St.G.3 avec :
- Stab I./SG 3 à partir du Stab I./St.G.3
- 1./SG 3 à partir du 1./St.G.3
- 2./SG 3 à partir du 2./St.G.3
- 3./SG 3 à partir du 3./St.G.3

Gruppenkommandeure (Commandant de groupe) :
| Début           | Fin             | Grade     | Nom               |
| --------------- | --------------- | --------- | ----------------- |
| 18 octobre 1943 | 1944            | Hauptmann | Helmut Naumann    |
| 1944            | 19 février 1945 | Hauptmann | Heinz Töpfer      |
| 4 mars 1945     | 8 mai 1945      | Hauptmann | Heinrich Smikalla |

### II. Gruppe
Formé le 18 octobre 1943 à Marizza (Rhodes) à partir du II./St.G.3 avec :
- Stab II./SG 3 à partir du Stab II./St.G.3
- 4./SG 3 à partir du 4./St.G.3
- 5./SG 3 à partir du 5./St.G.3
- 6./SG 3 à partir du 6./St.G.3

Gruppenkommandeure :
| Début           | Fin             | Grade     | Nom              |
| --------------- | --------------- | --------- | ---------------- |
| 18 octobre 1943 | 18 janvier 1945 | Hauptmann | Theodor Nordmann |
| 18 janvier 1945 | 8 mai 1945      | Hauptmann | Adolf Heimlich   |

### III. Gruppe
Formé le 18 octobre 1943 à Bagerowo à partir du III./St.G.3 avec :
- Stab III./SG 3 à partir du Stab III./St.G.3
- 7./SG 3 à partir du 7./St.G.3
- 8./SG 3 à partir du 8./St.G.3
- 9./SG 3 à partir du 9./St.G.3

Gruppenkommandeure :
| Début            | Fin              | Grade     | Nom             |
| ---------------- | ---------------- | --------- | --------------- |
| 18 octobre 1943  | 31 décembre 1943 | Hauptmann | Heinz Hoge      |
| 31 décembre 1943 | 15 juin 1944     | Hauptmann | Heinz Hamester  |
| 15 juin 1944     | 15 octobre 1944  | Hauptmann | Heinz Hoge      |
| 15 octobre 1944  | 25 janvier 1945  | Hauptmann | Siegfried Göbel |
| 25 janvier 1945  | 15 février 1945  | Hauptmann | Fritz Eyer      |
| 15 février 1945  | 6 mars 1945      | Hauptmann | Horst Schnuchel |
| 6 mars 1945      | 25 mars 1945     | Hauptmann | Erich Bunge     |
| 25 mars 1945     | 8 mai 1945       | Hauptmann | Hans Niehuus ?  |

### 10.Panzerjägerstaffel/SG 3
Le 10.(Pz)/SG 3 est formé en février 1944 à Jakobstad à partir du 4./St.G.2.

Le 7 janvier 1945, il est renommé 3.(Pz)/SG 9.